# Элк-Сити (Оклахома)
Элк-Сити (англ. Elk City) — город в округе Бекем в штате Оклахома в Соединённых Штатах Америки.
По данным переписи 2020 года, население города составляло 11 тысяч 561 человек.

## История
Предположительно в 1541 году Франсиско Васкес де Коронадо стал первым известным европейцем, прошедшим через район, где ныне построен Элк-Сити или близлежащую местность. Испанский конкистадор путешествовал на северо-восток через прерии в поисках места под названием Кивира, города, который, как он думал, был сказочно богат золотом. 
История Элк-Сити восходит к дням, последовавшим сразу за открытием резервации Шайенн-Арапахо на западе Оклахомы 19 апреля 1892 года, когда здесь появились первые постоянные белые поселенцы. До этого времени многие ранчо перегоняли скот по Большому западному скотоводческому пути из Техаса в Додж-Сити (Канзас), а нынешний Элк-Сити находился прямо на этом маршруте.

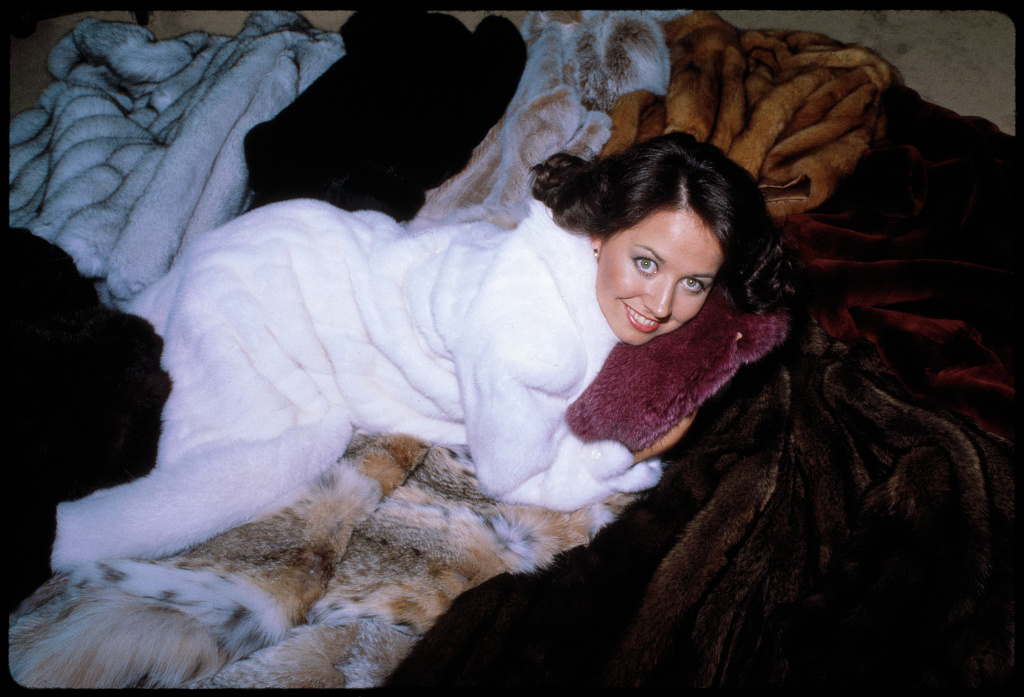
Мисс США
Сьюзан Пауэлл в 1981

Существует некоторая путаница относительно того, как Элк-Сити получил свое название, но преобладает теория, что город был так назван, потому что он расположен у истока Элк-Крик (англ. Elk Creek), который, в свою очередь, был так назван капитаном армии США Рэндольфом Б. Марси, который возглавлял экспедицию по исследованию реки Ред-Ривер в 1852 году. 
20 августа 1901 года в Элк-Сити начала работу железная дорога, которая существенно поспособствовало развитию города. Уже к январю 1902 года в Элк-Сити было более шестидесяти предприятий, а население превышало 1000 жителей. Мощение улиц кирпичом также началось в 1902 году. Ггород стал одним из крупнейших в западной Оклахоме. Даже несмотря на два разрушительных пожара (один 28 октября 1903 года, уничтоживший более дюжины предприятий, и другой в марте 1906 года, сжегший дотла шестнадцать предприятий), Элк-Сити продолжал расти, превращаясь в крупный транспортный и торговый узел, и к 1907 году население увеличилось более чем втрое, до 3000 человек. 
В 1981 году уроженка Элк-Сити Сьюзан Пауэлл (род. 1959) стала обладательницей титула «Мисс Америка».

## География
Элк-Сити расположен в северо-восточной части округа Бекен на межштатной автомагистрали I-40 и шоссе US 66 в западной части Оклахомы, примерно в 110 милях (180 км) к западу от города Оклахома-Сити и в 150 милях (240 км) к востоку от Амарилло (Техас).
По данным Бюро переписи населения США, общая площадь города составляет 16,4 квадратных миль (42,5 км2), из которых 16,2 квадратных миль (41,9 км2) — это суша и 0,23 квадратных мили (0,6 км2 или 1,37%) — водная поверхность.